# Future FC
Future Football Club w skrócie Future FC (arab. نادي فيوتشر لكرة القدم) – egipski klub piłkarski, grający w pierwszej lidze egipskiej, mający siedzibę w mieście Kair. W latach 2011–2021 nosił nazwę Coca-Cola FC.

## Sukcesy
- II liga[1]:
  - mistrzostwo (1): 2020/2021.

- Puchar Ligi Egipskiej[2]:
  - zwycięstwo (1): 2022.

## Występy w afrykańskich pucharach
| Sezon     | Rozgrywki           | Runda              | Kraj         | Klub                  | Dom | Wyjazd | Dwumecz      |
| --------- | ------------------- | ------------------ | ------------ | --------------------- | --- | ------ | ------------ |
| 2022/2023 | Puchar Konfederacji | 1                  | Uganda       | Bul FC                | 1–0 | 0–0    | 1–0          |
| 2022/2023 | Puchar Konfederacji | 2                  | Sierra Leone | Kallon FC             | 4–0 | 2–0    | 6–0          |
| 2022/2023 | Puchar Konfederacji | play-off           | Angola       | CD Primeiro de Agosto | 1–1 | 1–1    | 2–2 (k. 3–2) |
| 2022/2023 | Puchar Konfederacji | gr. C (4. miejsce) | Togo         | ASKO Kara             | 0–3 | 3–0    | 3–3          |
| 2022/2023 | Puchar Konfederacji | gr. C (4. miejsce) | Egipt        | Pyramids FC           | 1–1 | 0–3    | 1–4          |
| 2022/2023 | Puchar Konfederacji | gr. C (4. miejsce) | Maroko       | FAR Rabat             | 0–3 | 0–2    | 0–5          |

## Stadion
Domowe mecze klub rozgrywa na stadionie o nazwie Stad as-Salam w Kairze, który może pomieścić 30000 widzów.

## Reprezentanci kraju grający w klubie
Stan na lipiec 2023.
| - Mohamed Abdelmonem - Basem Ali - Ahmed Atef - Omar El-Said - Mohamed Farouk - Mahmoud Genesh - Omar Kamal - Mohanad Lasheen - Mahmoud Marei - Ghanam Mohamed - Marwan Mohsen | - Mohamed Reda - Ahmed Refaat - Saad Samir - Hadji Barry - Joseph Ngwem - John Avire - Anicet Abel - Abdelkabir El Ouadi - Babatunde Bello - Saleh Chihadeh |